# Bad Company (gruppo musicale)
I Bad Company sono un supergruppo hard rock britannico, formato nel 1974 da Paul Rodgers (voce) e Simon Kirke (batteria) ex componenti dei Free, con Mick Ralphs (chitarra solista) ex dei Mott the Hoople, e da Boz Burrell (basso) ex dei King Crimson.

## Storia del gruppo
I Bad Company sono un supergruppo hard rock britannico formato nel 1974. Il gruppo è stato fondato da Paul Rodgers (voce) e Simon Kirke (batteria) ex componenti dei Free, con Mick Ralphs (chitarra solista) ex dei Mott the Hoople e da Boz Burrell (1º agosto 1946 - 21 settembre 2006) (basso) ex dei King Crimson.
Sul nome del gruppo Rodgers ha detto: «Io e Mick stavamo pensando al nome. Quando telefonammo a Peter Grant del management (Swan Song l'etichetta dei Led Zeppelin), proponendo come nome Bad Company, lui riagganciò». Grant avrebbe preferito 'The Heavy Metal Kids'. Rodgers lo convinse asserendo che anche il nome 'Free' non era gradito alla 'Island', la casa discografica del gruppo. Dopo lo scioglimento dei Free, causato oltre che dai dissapori tra Andy Fraser e Paul Rodgers e dalla tossico-dipendenza di Paul Kossoff, Rodgers e Kirke formarono insieme a Ralphs e Burrell questo supergruppo che sfondò negli Stati Uniti grazie ad un sound di stampo sudista che gira intorno alla potente voce di Paul Rodgers. Il loro primo lavoro omonimo del 1974, oltre alla track che dà il nome all'album, annovera Ready For Love, Can't Get Enough, Movin' On e Seagull.
Straight Shooter (1975) conferma la bontà del progetto, sia dal punto di vista musicale sia da quello commerciale (soprattutto grazie al singolo Feel Like Makin' Love). Il terzo disco ufficiale Run With the Pack (1976) continua a vendere milioni di copie, però la critica comincia a non gradire e manifesta qualche dubbio.
Il successivo Burnin' Sky conferma tutti i timori, con in più l'aggravante di non avere nessun singolo da classifica. Il risultato è che diventa il primo LP dei Bad Company a mancare la Top 10 sia negli Usa sia in Inghilterra.
A settembre del 1979 Desolation Angels tenta il riscatto: la nuova formula prevede un uso massiccio delle tastiere e un netto distacco dalle radici rock 'n' roll e blues. Il risultato è una ventata d'aria fresca, che non convince completamente la critica ma che riporta i Bad Company nelle zone alte della classifica: il brano Rock 'N' Roll Fantasy diventa singolo d'oro; l'album entra in Top 10 sia in Inghilterra sia negli Stati Uniti. Ciò nonostante, la band dà segni di stanchezza e ci vogliono quasi tre anni prima di rivederli in studio e la cosa non è normale per i tempi. Con l'aprile del 1982 esce Rough Diamonds, il disco con cui la band finisce di dire la sua nel mondo della musica. La critica esprime la propria delusione senza mezzi termini e il disco rimane persino fuori dalla Top 25 inglese. Paul Rodgers, abbandona la band e ne decreta la fine. Swan Song nel 1985 si limita a pubblicare 10 From 6, compilation che raccoglie tutti i successi dei Bad Company. Sembra tutto finito ma nel 1986 Simon Kirke e Mick Ralphs resuscitano il nome della band e tentano una seconda giovinezza, assoldando Brian Howe alla voce (lui arriva dal gruppo del chitarrista Ted Nugent). La mancanza di Paul Rodgers porta molti a bocciare il tentativo ancora prima di ascoltare il risultato musicale. Il primo disco dei nuovi Bad Company è un fallimento commerciale (si intitola Fame And Fortune ed è del 1986). Le cose vanno meglio col successivo Dangerous Age (1988), ma per ritornare a farsi vedere nelle zone alte della classifica bisogna aspettare più o meno altri 2 anni. Nel 1990 esce infatti Holy Water, che piazza il brano If You Needed Somebody all'interno della Top 20. Passano altri due anni e Here Comes Trouble (1992) conferma la seconda giovinezza del gruppo: pur senza tornare ai fasti della formazione originale, il disco diventa di platino e piazza il singolo How About That in Top 40. In occasione del loro trentesimo anniversario i Bad Company decidono di allargare la formazione e diventare un quintetto: entrano nel gruppo il bassista Rick Wills e il chitarrista ritmico Dave Colwell. Pubblicano una retrospettiva di brani live: The Best of Bad Company Live... What You Hear Is What You Get (1993). Dopo un altro paio di dischi (Company of Strangers e Stories Told & Untold) nel 1998 la formazione originale si riunisce e confeziona una manciata di nuovi brani. Le registrazioni diventano il corollario di The Original Bad Company Anthology (marzo 1999), quella che critica e fan considerano la compilation definitiva del gruppo.

## Formazione

### Ultima
- Paul Rodgers - voce
- Mick Ralphs - chitarra solista
- Howard Leese - chitarra ritmica, chitarra solista
- Todd Ronning - basso
- Simon Kirke - batteria

### Ex componenti
- Robert Hart - voce (1995-1996)
- Brian Howe - voce (1986-1994)
- Boz Burrell - basso (1973-1982, 1986, 1998)
- Steve Price - basso (1986-1992)
- Greg Dechert - tastiere (1986-1988)
- Felix Krish - basso (1992-1993)
- Rick Wills - basso (1992-1997, 2001)
- Dave Colwell - chitarra (1990-1997, 2001-2002)
- Jaz Lochrie - basso (2002)
- Mark Wolfe - chitarra, tasiere (2000-2002)
- Lynn Sorensen - basso (2008-2010)

## Discografia

### Album in studio
- 1974 - Bad Company
- 1975 - Straight Shooter
- 1976 - Run with the Pack
- 1977 - Burnin' Sky
- 1979 - Desolation Angels
- 1982 - Rough Diamonds
- 1986 - Fame and Fortune
- 1988 - Dangerous Age
- 1990 - Holy Water
- 1992 - Here Comes Trouble
- 1995 - Company of Strangers
- 1996 - Stories Told & Untold

### Live
- 1993 - What You Hear Is What You Get: The Best of Bad Company
- 2002 - In Concert: Merchants of Cool
- 2006 - Live in Albuquerque 1976
- 2009 - Hard Rock Live (CD+DVD)
- 2011 - Live At Wembley Arena
- 2016 - Live: 1977 & 1979
- 2017 - Live At Red Rocks

### Raccolte
- 1985 - 10 from 6
- 1999 - The Original Bad Company Anthology

## Videografia
- Inside Bad Company 1974-1982 (2005) [DVD]
- Hard Rock Live (DVD) (2009)
- Live At Wembley Arena (DVD/BLU RAY) (2011)